# Бовоар (Сена и Марна)
Бовоар (фр. Beauvoir) је насељено место у Француској у региону Париски регион, у департману Сена и Марна.
По подацима из 2011. године у општини је живело 194 становника, а густина насељености је износила 49,24 становника/km².

## Демографија
| 1962. | 1968. | 1975. | 1982. | 1990. | 2011. |
| ----- | ----- | ----- | ----- | ----- | ----- |
| 151   | 180   | 139   | 138   | 186   | 194   |